# Иван Здравков
Иван Здравков е български поет и писател.

## Биография
Роден в Долни Цибър на 12 май 1941 г. Завършва Ломската гимназия и българска филология в СУ „Климент Охридски“.
Работник е във „Фармахим“, после е редактор в „ЛИК“ на БНТ, литератор.
Книги с поезия: „Закълнете се в солта“, „Вечерна чаша“, „Любовен живот“, „Не гасете любовната свещ“, „Дихания“. Автор е на романа „Сенки бродници“. Създател на кратката форма за творческо писане „Дихания“.